# Джумакеев, Марат Абдукалиевич
Марат Абдукалиевич Джумакеев (27 ноября 1973) — советский и киргизский футболист, защитник, киргизский футбольный тренер. Выступал за сборную Кыргызстана.

## Биография

### Клубная карьера
Начал выступать на взрослом уровне в 1991 году в составе «Алги» во второй лиге СССР. После распада СССР продолжил играть за «Алгу» и в 1992—1993 годах стал двукратным чемпионом Кыргызстана и двукратным обладателем Кубка Кыргызстана.
В 1994 году перешёл в казахстанский клуб «Кайнар» (Талды-Курган), в том же сезоне со своим клубом стал серебряным призёром первой лиги Казахстана. В высшей лиге Казахстана дебютировал 19 апреля 1995 года в матче против «Тобола», а первый гол забил 18 июня 1995 года в ворота «Булата». Всего провёл в «Кайнаре» три года, сыграв 92 матча и забив 4 гола (в том числе 59 матчей и 1 гол — в высшей лиге).
В 1997 году выступал на родине за «Алгу-ПВО», с которой стал серебряным призёром чемпионата и обладателем Кубка Кыргызстана.
С 1998 года продолжил выступать в Казахстане, в клубах «Астана», «ЦСКА-Кайрат» и «Мангыстау». Всего за карьеру в высшей лиге Казахстана сыграл 115 матчей и забил 4 гола.
Летом 2001 года вернулся в Кыргызстан, где нерегулярно играл за «СКА-ПВО»/«СКА-Шоро», несколько раз становился призёром чемпионата. В 2005 году завершил игровую карьеру.

### Карьера в сборной
Дебютировал в национальной сборной Кыргызстана 23 августа 1992 года в матче Кубка Центральной Азии против Узбекистана. Всего в 1992—2001 годах сыграл за сборную 25 матчей, не забив голов.

### Тренерская карьера
В 2012—2015 годах возглавлял базовые клубы молодёжной сборной — «Ысык-Кол» («ФЦ-95») и «Манас»/«Кей Джи Юнайтед». С 2015 года работает в Футбольном центре ФФКР с детско-юношескими командами.

## Личная жизнь
Брат-близнец Мурат тоже был футболистом и играл за сборную Кыргызстана, впоследствии — тренер.